# Ouragan Isidore
Pour les articles homonymes, voir Ouragan Isidore (homonymie).
Isidore est le dixième cyclone tropical, neuvième tempête tropicale, deuxième ouragan, premier ouragan majeur, et l'ouragan le plus creux, plus que l'ouragan Lili, de la saison cyclonique 2002 dans l'océan Atlantique nord. Isidore atteint son maximum à la catégorie 3 de l’échelle de Saffir-Simpson, cause 22 décès en passant sur la Jamaïque, Cuba, le Mexique et les États-Unis. Son impact principal fut des pluies diluviennes causant pour 1,3 milliard USD en dommages.
Le nom Isidore fut retiré au printemps 2003 de la liste des noms potentiels par l'Organisation météorologique mondiale à la suite des dommages exceptionnels qu'il causa. Il fut remplacé par Ike, lui-même retiré en 2008 à la suite du très puissant ouragan Ike.

## Évolution météorologique
Une onde tropicale quitte les côtes africaines le 9 septembre et rejoint l'Atlantique au large de Dakar. Elle est initialement accompagnée de développement orageux d'importance. Cependant, son activité s'essouffle en arrivant au-dessus de l'Atlantique. Elle maintient cependant une bonne présentation des nuages de l'étage inférieur et conserve également une courbure cyclonique. L'onde se déplace alors vers l'ouest, dans le flux des alizés. Arrivée aux environs de 50°Ouest, son activité pluvio-orageuse se développe à nouveau. De plus, un anticyclone d'altitude se constitue au-dessus de l'onde.
Cette évolution persiste et aboutit à la formation de la dépression tropicale Dix, juste au sud de Trinidad, le 14 septembre à 18 h UTC. La dépression circula alors rapidement en marge d'une crête barométrique sur l'ouest Atlantique, à la vitesse d'environ 35 km/h. Les conditions en altitude sont alors favorables, mais la dépression passe au-dessus de la côte nord du Venezuela le 15 septembre. L'interaction avec les terres ne permet pas à la dépression de se renforcer. La convection se découple du minimum de surface et arrose les Petites Antilles. Pendant ce temps, le centre reste exposé. La dépression émerge en mer des Caraïbes le même jour, 15 septembre, vers 6 h UTC. Affaiblie par son passage au-dessus des terres, et par suite de sa vitesse de déplacement, elle ne parvient pas à se renforcer et s'ouvre en une onde tropicale le 15 septembre à 18 h UTC.
L'onde progresse alors vers le nord-ouest. Les conditions restent favorables à la cyclogenèse tropicale. En arrivant dans l'ouest de la mer des Caraïbes, l'onde se ferme à nouveau. Elle est reclassée en dépression tropicale le 17 septembre à 12 h UTC à 220 kilomètres au sud de Kingston. La dépression reste initialement sous l'influence d'un cisaillement de vent modéré qui isole le centre de bas niveau aux bords sud et ouest de la convection. Un flux de sud-ouest en périphérie de la dépression d'altitude continue ainsi à étouffer sa divergence d'altitude. De plus, une reconnaissance aérienne met en évidence que le centre de bas niveau reste allongé et mal défini. La convection est intense, mais la dépression reste désorganisée. Des bandes convectives se développent cependant au sud-est. À partir de la fin de journée du 17 septembre, la convection se développe près du centre et la divergence, ainsi que les bandes convectives s'étendent.
La dépression Dix dérive alors vers le nord-ouest, en périphérie d'une crête barométrique qui s'étire au-dessus de la Floride et des Bahamas. Ce flux est renforcé à l'étage supérieur par la présence d'une dépression d'altitude qui s'étire au-dessus de l'Amérique centrale. Son déplacement est relativement lent. Elle poursuit son déplacement au nord-ouest jusqu'à s'échouer le 20 septembre à 21 h UTC à Cabo Frances, sur l'extrême Ouest de Cuba.
La dépression atteint le statut de tempête tropicale le 18 septembre à 6 h UTC, nommée Isidore. Le centre reste large et mal défini, et repose sur le bord externe de la couverture nuageuse la plus froide. De plus, le flux de sud-ouest continue à couper la divergence. Le centre se maintient cependant sous la zone convective. Dans la journée du 18 septembre, le centre se reforme plus au nord, donnant un important saut vers le nord qui ne correspond pas à un changement de trajectoire d'Isidore. Ce centre se révèle plus solide et permet à Isidore de se renforcer notablement. Ainsi, Isidore développe un mur de l'œil dans la journée du 19 septembre et atteint finalement le statut d'ouragan ce même jour à 18 h UTC.
Isidore a alors une structure qui lui permet de se renforcer et est dans un environnement très favorable, marqué par un faible cisaillement de vent et un important contenu en énergie de l'océan. Sa pression baisse de 23 pascals en 18 heures, entre 990 pascals le 19 à 12 h UTC et 967 pascals le 20 à 6 h UTC. Elle est accompagnée par le creusement de l'œil, qui d'un diamètre d'environ 22 kilomètres se contracte à un diamètre de 15 kilomètres. Cette intensification rapide, qui a amené Isidore à la catégorie 2 est arrêté le 20 septembre par le terrain montagneux de Cuba. De plus, Isidore développe des murs de l'œil concentriques. La pression continue alors de descendre un peu, mais la friction et les murs concentriques provoquent une baisse des vents, qui ramènent Isidore en catégorie 1. La structure d'Isidore est cependant très peu affectée par son échouage. Il maintient durant la traversée une pression assez basse d'environ 965 hPa. La divergence d'altitude reste très développée et de nombreuses bandes convectives s'enroulent autour du cyclone.
Le développement d'une dépression coupée d'altitude à l'est de la Floride affaiblit dans la journée du 21 septembre la crête barométrique au-dessus de la Floride. De plus, l'éloignement d'un creux barométrique, qui est passé durant la journée du 20 septembre sur le centre des États-Unis, laisse une absence de flux directeur au-dessus du golfe du Mexique. Isidore se déplace ainsi lentement vers l'ouest et en oscillant beaucoup autour de sa trajectoire. Durant la journée du 21 septembre, une interaction avec une dépression d'altitude au-dessus de la baie de Campêche le fait dériver quelque peu vers l'ouest-sud-ouest, puis vers l'ouest. Le maintien d'une faible crête barométrique sur le nord du golfe du Mexique, issue du mouvement de la précédente crête au-dessus de la Floride, interdit cependant à Isidore de s'enfoncer vers le nord et le golfe du Mexique. Après avoir dérivé en longeant la côte nord de la péninsule du Yucatán, Isidore infléchit sa trajectoire un peu plus vers le sud et s'échoue à Puerto Telchac le 22 septembre à 21 h UTC.
Son déplacement place ainsi Isidore au-dessus des eaux du golfe du Mexique, l'un des endroits les plus chauds du bassin atlantique durant cette saison, à environ 30 °C. De plus, l'environnement, marqué par une absence de structure ou de flux d'importance, est favorable. Isidore entre alors dans une nouvelle phase d'intensification rapide. La pression, de 964 hPa le 21 septembre à 6 h UTC, peu de temps après sa traversée de l'extrême ouest de Cuba, atteint 934 hPa le 22 septembre à 6 h UTC, soit une différence de 28 hPa en 24 h. Isidore atteindra une pression minimale de 934 hPa 6 h plus tard, le 22 septembre à 12 h UTC.
Paradoxalement, les vents restent faibles. Après avoir touché terre au Yucatán, Isidore s'affaiblit. Initialement, durant les premières heures du 23 septembre, la pression reste dans les environs de 950 hPa. Son passage au-dessus des terres se poursuivant, Isidore perd beaucoup de son intensité et de sa structure dans la journée du 23 septembre. Le centre se vide de ses orages et se déstructure. L'activité convective reflue en périphérie du cyclone et forme des bandes convectives dans le demi-cercle sud. La circulation cyclonique d'Isidore restant large, les vents les plus forts s'établissent eux aussi en périphérie, au large des côtes.

L'ouragan Isidore, au-dessus du golfe du Mexique le 25 septembre. Sa large circulation périphérique, ainsi que son centre vide de convection, sont mis en évidence. On peut aussi noter la présence de la tempête tropicale Lili (mer des Caraïbes) et de l'ouragan Kyle (Atlantique nord).

Isidore effectue alors une boucle cyclonique au-dessus du Yucatán. Après avoir été poussé vers le sud par un faible crête barométrique au nord du golfe du Mexique, Isidore se retrouve au-dessus de la péninsule. Puis, la dépression d'altitude au large de la Floride se comble et laisse la place à l'intensification de la crête barométrique, qui vient se positionner selon un axe nord-sud au-dessus de l'Ouest du golfe du Mexique et de la Floride. Pendant ce temps, un creux barométrique se constitue sur le centre des États-Unis. Circulant entre ces deux éléments, Isidore se retourne et accélère sensiblement vers le nord. Ce mouvement aboutira à son troisième échouage, le 26 septembre à 6 h UTC, à Grand Isle (Louisiane).
Après son passage au-dessus du Yucatán, Isidore a été totalement déstructuré. Malgré son retour au-dessus des eaux du golfe le 24 septembre vers 10 h UTC, son centre reste vide de convection. Sa circulation cyclonique reste large, et les vents autant que les orages sont les plus forts en périphérie de cette circulation. Ainsi, les vents maximaux sont trouvés entre 185 kilomètres et 230 kilomètres, au nord-est du centre. L'activité convective se concentre en une bande convective sur le flanc est et sud de l'ouragan, plus particulièrement au sud-ouest et au nord-est du centre. Le National Hurricane Center remarque d'ailleurs, dans un de ses bulletins du 25 septembre, qu'Isidore ne ressemble pas à un cyclone tropical. De ce fait, Isidore est incapable de se creuser. La pression oscille entre 985 hPa et 987 hPa du 24 septembre au début du 25 septembre, remontant même à 990 hPa le 25 à 12 h UTC.
Les conditions sont alors plutôt favorables à une intensification. Les eaux du golfe ont un important contenu en énergie dans sa couche de mélange. Le cisaillement du vent est faible. Seule, la présence d’air sec au sud et sud-ouest, injecté par une dépression d'altitude, peut limiter le renforcement. À partir des dernières heures du 25 septembre, quelques poussés convectives se mettent cependant en place au nord du centre d'Isidore. Cette poussée convective se développe durant la journée du 26 septembre et couvre le centre d'Isidore.
La pression a entretemps un peu baissé, de 5 hPa en 24 h UTC, atteignant les 985 hPa le 26 septembre à 12 h UTC après les 990 hPa à midi du 25 septembre. Isidore vient cependant de toucher terre. Il s'affaiblit durant la journée du 26 puis du 27 septembre, avant de devenir extratropical tard le 27 septembre. Il sera absorbé le 28 septembre.

### Données climatologiques
Lorsque la pression d'Isidore se stabilise aux alentours de 935 hPa dans la journée du 22 septembre, les vents restent limités à 205 km/h, c'est-à-dire un ouragan majeur de catégorie 3. Isidore est ainsi connu comme étant l'ouragan de catégorie 3 le plus creux n'ayant pas atteint la catégorie 4. Une pression de 935 hPa correspond habituellement à une vitesse des vents d'environ 235 km/h.
De même, la technique de Dvorak, qui évalue l'intensité de l'ouragan en fonction de sa présentation sur les images satellites, attribue à Isidore un nombre T de 6,5 à son pic d'intensité. Cela correspond à une pression de 935 hPa et des vents de 235 km/h. Cette curiosité météorologique a été rendue encore plus saillante par le fait que l'ouragan Lili, quelques jours plus tard, a atteint la catégorie 4 a soutenu des vents à 235 km/h alors qu'elle avait une pression notablement plus élevée de 938 hPa.
Le National Hurricane Center évoque la possibilité qu'Isidore soit dans un environnement de faible pression, ce qui diminue donc le gradient de pression, et d'autant le vent. Ainsi, dans la journée du 22 septembre, l'isobare fermé le plus externe est celui des 1 005 hPa, ce qui indique clairement un environnement de faibles pressions.

## Impacts
| Pays       | Morts                | Dégâts           |
| ---------- | -------------------- | ---------------- |
| Guatemala  | 2                    | inconnu          |
| États-Unis | 4 directs 1 indirect | 330 millions USD |
| Mexique    | 17                   | 950 millions USD |
| Total      | 24                   | 1,3 milliard USD |

Les rapports de presse montrent qu'Isidore a fait 24 morts, en plus de causer pour 1,3 milliard USD (2002) de dommages,

### Antilles
Dans les îles du Vent et aux îles Caïmans, Isidore n'était encore qu'une faible dépression tropicale qui ne posa aucun problème particulier. En Jamaïque, il est tombé jusqu'à 691 mm à Cotton Tree Gully.
À Cuba, la pluie torrentielle sur la partie nord-ouest de l'île atteignit 300 mm en plusieurs endroits, avec un maximum de 550 mm at Isabel Rubio. Toute cette pluie, l'onde de tempête et les vents causèrent des pannes électriques très étendues, détruisit 77 maisons, renversa des arbres et souffla bien des toits. Plus de 300 séchoirs à tabac furent partiellement ou totalement détruits, affectant la récolte. Un total de 24 000 tonnes d'agrumes et 132 tonnes de café furent perdues également, en plus de milliers de tête de bétails. Malgré tout, aucune perte de vie ne fut signalée.

### Guatemala
Les pluies d'Isidore débordèrent de la péninsule du Yucatán vers le Guatemala. La direction de ses vents remontant la pente du côté de l'océan Pacifique rehaussera les quantités en pompant de l'air humide. Les pluies torrentielles gonflèrent les cours d'eau et deux personnes perdirent la vie en essayant de traverser une rivière. Trois cent cinquante maisons ont été détruites selon les autorités,

### Mexique

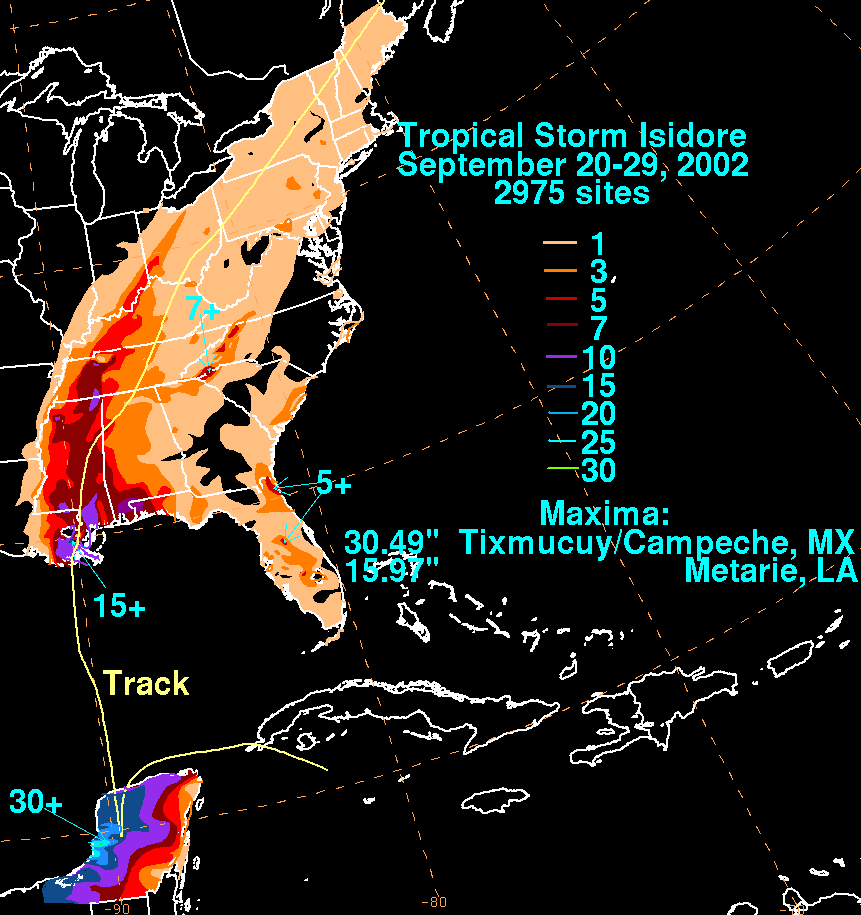
Accumulations de pluie au Yucatán et aux États-Unis (1 pouce = 25.4 mm)

Isidore est l’un des quatre seuls cyclones tropicaux à toucher terre sur la côte nord de la péninsule du Yucatán, depuis le début des annales jusqu’en 2002, le précédent avait été la tempête tropicale Greta en 1970. L’ouragan toucha la côte près de Mérida (Mexique) avec des vents de 201 km/h et prit 36 heures à traverser la péninsule. Plus de 760 mm tombèrent sur la région, avec le maximum enregistré à Campeche. Les autorités rapportèrent que 17 personnes avaient perdu la vie, dont 2 indirectement. Les pertes matérielles s’élevèrent à 950 millions USD (2002),.
Les plateformes pétrolières de la compagnie d’état Pemex furent évacuées et la production suspendues durant une semaine ce qui représente des pertes de 108,7 millions USD. Les îles Isla Arena au large de la péninsule furent presque complètement inondées par l’onde de tempête mais les résidents avaient déjà été évacués. L’onde de tempête maximale fut de 1,8 mètre sur une partie du sud de l’État du Yucatán ce qui endommagea près des deux tiers des bateaux de pêche du secteur.
Près de 36 500 maisons furent détruites et 83 000 endommagées par les vents et la pluie au Yucatán, laissant 500 000 personnes sur le pavé,. Nombre d’arbres et de lignes de distribution d’électricité furent renversés. 75 % des granges et des entrepôts furent lourdement endommagés ou détruits au Yucatán. Les pertes de production de volailles et de bétails se chiffra à 70 % dans cette région, en particulier environ 30 000 bêtes et 400 km2 de terres cultivées dans la région de Campeche. Les dommages aux récoltes et au bétail atteignirent un total de 2 000 km2 de maïs et 400 km2 d’arbres fruitiers dans tous les États touchés du Mexique.

### États-Unis
Dans le golfe du Mexique, les plateformes de forage pétrolier furent évacuées avant le passage d'Isidore qui fut suivi de l'ouragan Lili. Les pertes de production pour ces deux systèmes se suivant de près se chiffra à 14,4 millions de barils (2,3 milliards de litres) de pétrole et de 2,52 × 109 m3 de gaz naturel. L'onde de tempête maximale fut de 2,5 m à Rigoletes (Louisiane), et Gulfport (Mississippi).
Les pluies abondantes tombèrent de la côte du golfe à la vallée de l'Ohio avec un maximum de 15,97 pouces (406 mm) à Metairie (Louisiane). Elles causèrent des inondations qui détruisirent une partie des récoltes de la région. Les pertes déclarées au compagnies d'assurance furent de 165 millions USD (2002) et le rapport du National Hurricane Center estime que les pertes totales furent le double,. Isidore a fait cinq morts : quatre directement par noyade et un indirectement par arrêt cardiaque au Mississippi.